# Aemilia pagana
Aemilia pagana là một loài bướm đêm thuộc phân họ Arctiinae, họ Erebidae.